# Фортин (Веракрус)
Фортин (исп. Fortín) — муниципалитет в Мексике, штат Веракрус, расположен в Горном регионе. Административный центр — город Фортин-де-лас-Флорес.